# Skalenie alkaliczne

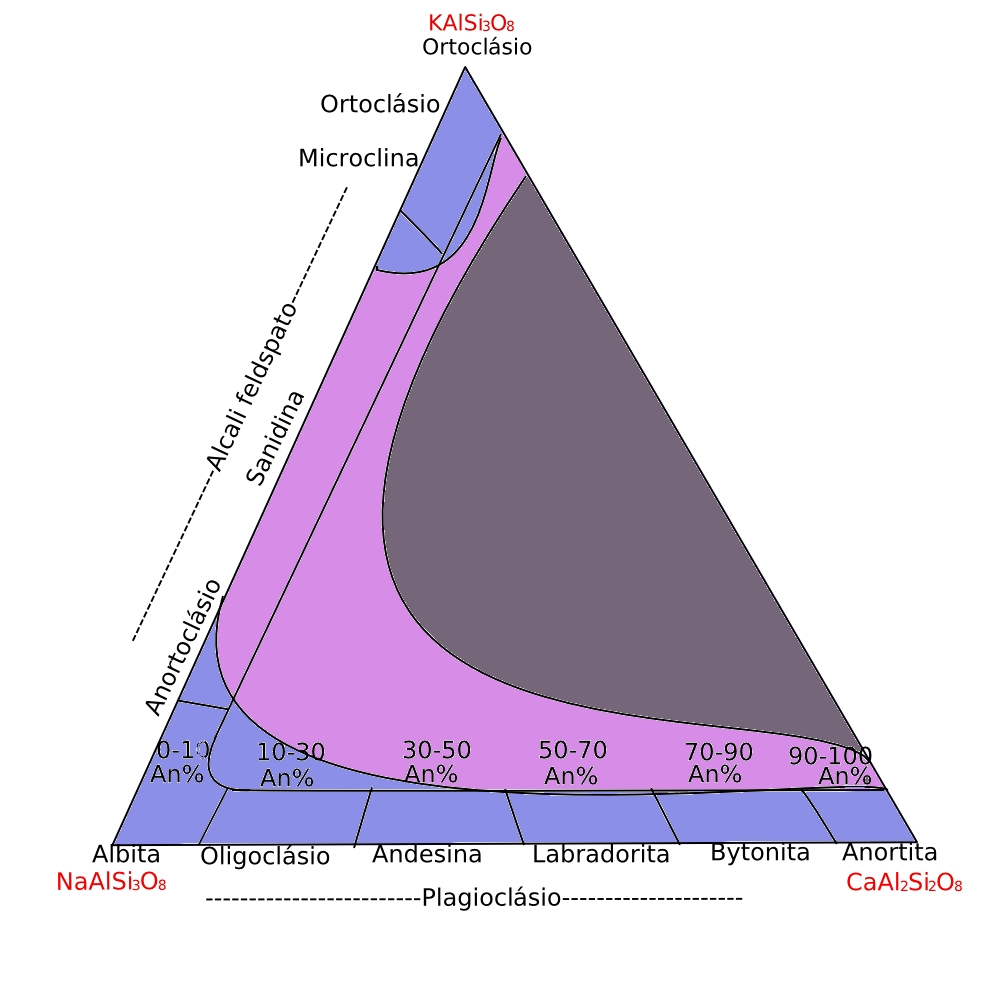
diagram fazowy plagioklazów i skaleni alkalicznych

Skalenie alkaliczne to grupa minerałów stworzona przez K-skalenie i Na-skalenie. Ich struktura wewnętrzna jest identyczna, natomiast ich całkowita mieszalność zachodzi tylko w wyższych temperaturach. Po odmieszaniu składników przy obniżeniu temperatury powstają zrosty epitaksjalne zwane pertytem i antypertytem.
Skalenie alkaliczne występują w trzech odmianach polimorficznych:
- ortoklaz
- mikroklin
- sanidyn

Niekiedy jest do nich zaliczany także anortoklaz.